# Billy Mills
William Mills o Makata Taka Hela “respecta la terra” (Pine Ridge, Dakota del Sud 1938). Atleta Oglala Sioux, es quedà orfe als 12 anys i aconseguí beques per anar a l'institut i a la universitat fent atletisme. El 1959 i el 1960 fou campió estatunidenc de cross i deixà un temps l'atletisme per a fer de tinent a la marina. El 1964 participà en els Jocs Olímpics de Tòquio i va obtenir la medalla d'or en la prova de 10.000 metres. Fins al moment ha estat l'únic nord-americà en aconseguir-ho. El 1965 deixà l'atletisme i s'ha dedicat als negocis i a ocupar diversos càrrecs relacionats amb l'esport. També ha participat en diverses activitats a favor dels indis americans i per afavorir l'esport entre els joves indis.
El 1984 es va fer el film Running Brave sobre la seva vida.